# Stygiomysis clarkei
Stygiomysis clarkei är en kräftdjursart som beskrevs av Bowman et al. 1984. Stygiomysis clarkei ingår i släktet Stygiomysis och familjen Stygiomysidae. Inga underarter finns listade i Catalogue of Life.